# Pokušaj

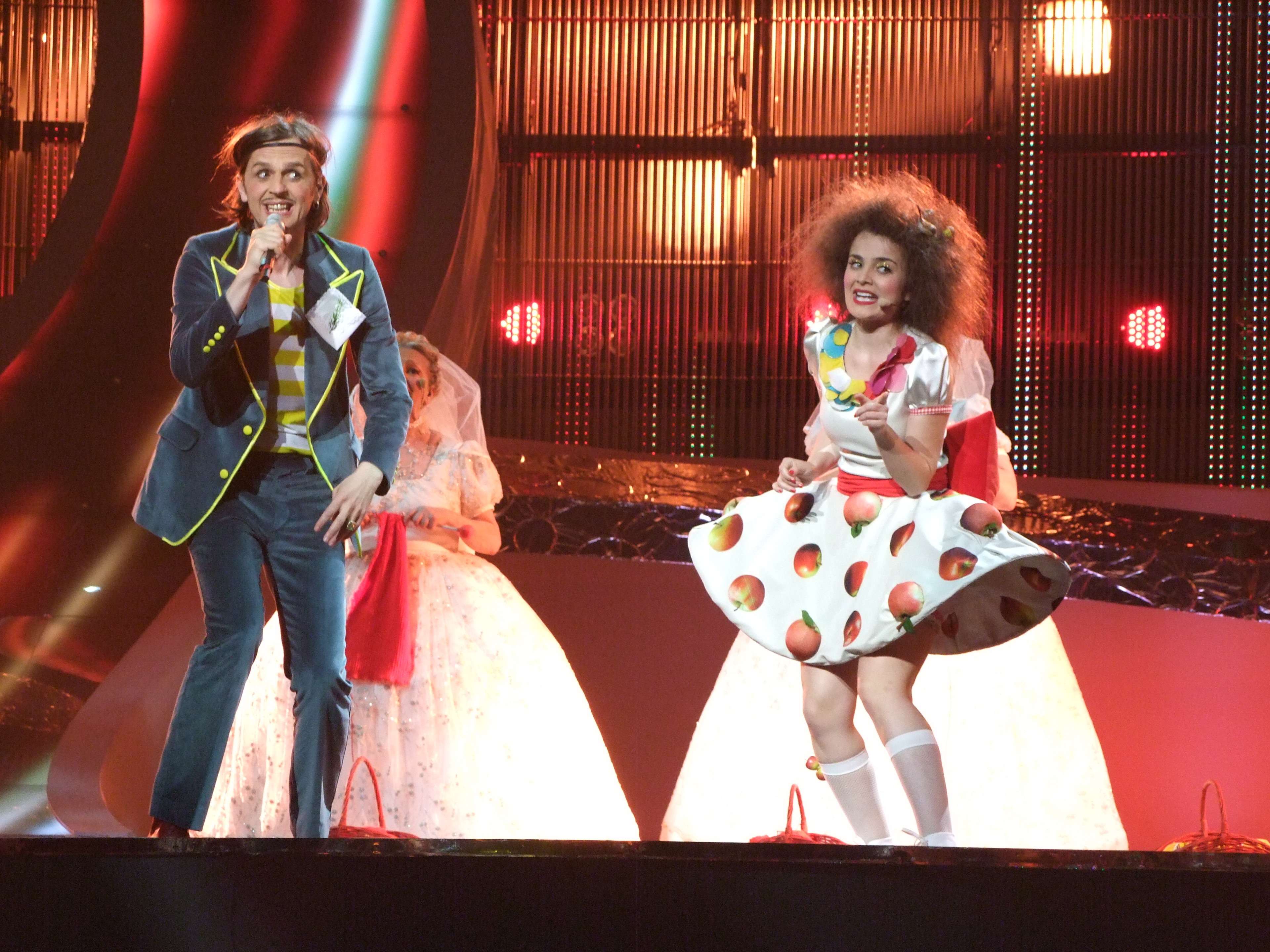
Eurovision Song Contest 2008, semifinal
Bosnien och Herzegovina: Laka - Pokusaj

Pokušaj är låten som Bosnien-Hercegovina tävlade med i Eurovision song contest 2008.
Den framfördes av Elvir Laković Laka tillsammans med hans syster Mirela. Elvirs låt blev den tredje låten som tog sig till den stora finalen den 24 maj. I finalen hade den startnummer 6 och den placerade sig på en 10:de plats med 110 poäng. Sverige gav den 10 poäng.